# Bilagumba, Ramanagara
Bilagumba là một làng thuộc tehsil Ramanagara, huyện Ramanagara, bang Karnataka, Ấn Độ.